# Cultura de la vida
Cultura de la vida es una expresión con la que la Iglesia católica pretende resumir una actitud moral respecto a la vida humana, según la cual esta debe respetarse desde la concepción hasta la muerte natural, por considerar a la vida un bien de carácter inviolable. Esta actitud se opone a las prácticas que considera destructivas hacia la vida humana, como la investigación de células madre embrionarias, el aborto, la eutanasia, los métodos anticonceptivos y las esterilizaciones (vasectomía y ligadura de trompas).
El término se originó en la teología moral católica, y fue popularizado por el papa Juan Pablo II. Desde el activismo católico conservador —en consonancia con su defensa de un orden sexual procreativo— se ha venido utilizando dicha expresión desde los años 90, especialmente como medio de oposición a los principales cambios culturales, políticos y legales que demandan los movimientos feministas, por la diversidad sexual y los derechos sexuales y reproductivos.

## Orígenes
La expresión debe su origen al Papa Juan Pablo II, quien la empleó por primera y con una sola mención en la encíclica de 1991 "Centesimus Annus" en el siguiente párrafo del numeral 39: 
“Hay que volver a considerar la familia como el santuario de la vida. En efecto, es sagrada: es el ámbito donde la vida, don de Dios, puede ser acogida y protegida de manera adecuada contra los múltiples ataques a que está expuesta, y puede desarrollarse según las exigencias de un auténtico crecimiento humano. Contra la llamada cultura de la muerte, la familia constituye la sede de la cultura de la vida”. 
Adicionalmente, Juan Pablo II difunde en 1995 la encíclica El Evangelio de la Vida (Evangelium Vitae), que trata sobre el valor y el carácter inviolable de la vida humana mencionando el término "cultura de a vida", en veintún veces. En ella se opone al aborto, los anticonceptivos, los métodos de reproducción asistida, la experimentación con embriones y la eutanasia.